# Eugène Bloch
Eugène Bloch (* 10. Juni 1878 in Sulz/Oberelsass; † 1944 in Auschwitz) war ein französischer Physiker.

## Leben
Blochs Vater verkaufte seine Textilfabrik in den Vogesen und zog aus dem damals deutschen Elsass nach Paris, damit seine Kinder französisch unterrichtet wurden. Bloch studierte 1897 bis 1900 an der École normale supérieure von Paris (ENS) Physik, unter anderem bei Jules Violle, Marcel Brillouin und Henri Abraham, sowie an der Sorbonne, unter anderem bei Gabriel Lippmann und Edmond Bouty. 1899 erhielt er sein Lizenziat in Physik und Mathematik und er gewann 1900 den Wettbewerb um die Agrégation in Physik. Er war Vorbereitungslehrer (Préparateur) an der ENS, während er seine Dissertation schrieb. 1904 wurde er an der Sorbonne promoviert (über Ionisation bei der Phosphoreszenz). Danach war er Gymnasiallehrer am Lycée Saint-Louis in Paris, forschte aber gleichzeitig am Physiklabor der ENS insbesondere über photoelektrische Effekte und Spektroskopie. 1921 wurde er Maître de conférences an der Faculté des sciences in Paris, delegiert an die ENS. 
1927 wurde er Professor für theoretische Physik und Astrophysik (physique céleste) an der Sorbonne, unterrichtete aber auch an der ENS im Austausch mit Georges Bruhat, der seinen Astrophysik-Unterricht übernahm. Unter anderem hielt er Vorlesungen über Quantentheorie, die als Buch erschienen. 1934 wurde er Präsident der Französischen Physikalischen Gesellschaft. 1937 wurde er als Nachfolger von Henri Abraham Professor für Physik und Leiter des Physiklabors der ENS. 
1940 wurde er vom Vichy-Regime als Jude entlassen, und Georges Bruhat wurde sein Nachfolger. Er tauchte unter und arbeitete insgeheim am Physiklabor der Universität Lyon. Nach der Besetzung weiterer Teile Frankreichs durch die Deutschen im Jahre 1942 versteckte er sich in den Savoyer Alpen, wurde aber im Januar 1944 aufgespürt und verhaftet. Im März wurde er ins KZ Auschwitz deportiert, wo er ermordet wurde.
Bloch befasste sich mit dem photoelektrischen Effekt der Spektroskopie im ultravioletten Bereich, wofür er einen Spektrografen  baute. Im Ersten Weltkrieg baute er mit Abraham Radioempfänger und -sender für die Armee sowie Messgeräte für die Radiowellenlänge.
Er ist einer der drei Physiker, zu deren Ehren seit 1951 der Prix des trois physiciens vergeben wird.